# 九龍巴士86C線
九龍巴士86C線是香港一條來往利安及長沙灣的巴士路線。

## 歷史
- 1988年4月11日：本線開辦，最初以恆安邨為總站，長沙灣總站位於長沙灣道近長沙灣熟食中心。
- 1992年9月13日：長沙灣總站遷往長沙灣廣場。
- 1994年11月21日：本線延長至利安，增派空調巴士行走，並開辦晨早特別班次86P，本線早上往長沙灣方向不經恒安。
- 1998年11月9日：長沙灣總站由長沙灣廣場臨時遷往長沙灣（甘泉街）。
- 2002年9月9日：本線全日不經恆安，並開辦晨早特快班次86X，不經恒安、亞公角、大涌橋路、車公廟路及紅梅谷路；而改經大老山公路、沙瀝公路及沙田路。
- 2002年11月22日：本線恢復舊有繞經恆安的安排。
- 2003年5月5日：86X增加一班車。
- 2005年3月24日：本線改為全日繞經恆安，86P亦調整班次。
- 2006年2月22日：86X增設下午回程班次，回程加經亞公角街及恆安。
- 2009年8月30日：長沙灣總站由長沙灣（甘泉街）遷回長沙灣廣場。
- 2009年10月5日：原屬荔枝角廠的字軌車（AV44／GE4405）被調入沙田廠，本線字軌車而因全數改由沙田廠派車，並削減1輛非空調巴士（S3BL461／FW2149），86P亦同時自行提升至全空調服務。
- 2010年3月3日：本線加入2輛超低地台巴士。
- 2011年6月17日：本線及86P提升至全線空調服務[4]，並削減1輛空調巴士（AV53／GE6919），不過本線早於2011年2月15日已開始自行提升至全空調服務。
- 2014年12月6日：本線來回程改經獅子山隧道公路，不再經恆安巴士總站、車公廟路及紅梅谷路，同時取消86P及86X線[5][6]。
- 2015年4月11日：往長沙灣方向加停大涌橋路曾大屋站[7]。
- 2015年9月5日：增設到站時間預報。[8]
- 2017年9月4日：來回程增設獅子山隧道公路「新田圍邨」站。[9]
- 2020年3月29日：為配合286C提升至全日服務，本線削減至20-30分鐘一班，間接削減大涌橋路的巴士服務。
- 2024年6月16日：來回方向於馬鞍山路近錦駿苑增設中途站。[10][11]

## 服務時間及班次
| 利安開           | 利安開      | 利安開       | 長沙灣開         | 長沙灣開    | 長沙灣開     |
| 日期             | 服務時間    | 班次（分鐘） | 日期             | 服務時間    | 班次（分鐘） |
| ---------------- | ----------- | ------------ | ---------------- | ----------- | ------------ |
| 星期一至五       | 05:30       | 05:30        | 星期一至五       | 06:00-08:30 | 25           |
| 星期一至五       | 05:50-10:00 | 25           | 星期一至五       | 08:30-16:00 | 30           |
| 星期一至五       | 10:00-22:00 | 30           | 星期一至五       | 16:00-21:00 | 25           |
| 星期一至五       | 22:00-23:40 | 25           | 星期一至五       | 21:00-23:00 | 30           |
| 星期六           | 05:30-07:35 | 25           | 星期一至五       | 23:00-00:20 | 20           |
| 星期六           | 07:35-22:05 | 30           | 星期六           | 06:00-08:30 | 25           |
| 星期六           | 22:05-22:25 | 20           | 星期六           | 08:30-23:00 | 30           |
| 星期六           | 22:25-23:40 | 25           | 星期六           | 23:00-00:20 | 20           |
| 星期日及公眾假期 | 05:30-06:45 | 25           | 星期日及公眾假期 | 06:00-07:15 | 25           |
| 星期日及公眾假期 | 06:45-21:45 | 30           | 星期日及公眾假期 | 07:15-22:45 | 30           |
| 星期日及公眾假期 | 21:45-22:10 | 25           | 星期日及公眾假期 | 22:45-23:05 | 20           |
| 星期日及公眾假期 | 22:10-23:40 | 30           | 星期日及公眾假期 | 23:05-00:20 | 25           |

## 收費
全程：$9.8
- 濱景花園往長沙灣：$8.6
- 過獅子山隧道後往長沙灣／利安：$7.1
- 富安花園往利安：$4.8

| - 本線設有12歲以下小童及65歲或以上長者半價優惠。 - 65歲或以上香港居民使用「樂悠咭」，以及12歲以下合資格殘疾兒童使用「殘疾人士身份」個人八達通繳付車資，均可享有每程$2.0或半價（以較低者為準）的票價優惠；12至64歲合資格殘疾人士使用「殘疾人士身份」個人八達通（包括「樂悠咭」），以及60至64歲香港居民使用「樂悠咭」繳付車資，均可享有每程$2.0或全費（以較低者為準）的票價優惠。 - 65歲或以上長者如使用長者或一般個人八達通繳付車資，則只可享有半價優惠；12至64歲合資格殘疾人士如不使用「殘疾人士身份」個人八達通，以及60至64歲人士如不使用「樂悠咭」繳付車資，必須繳付全費。 - 乘客可以現金或八達通於上車時付款，不設找續。 - 每位成人乘客可免費攜帶最多兩名4歲以下而不佔座位的兒童乘客乘車，超額之4歲以下小童必須繳付小童車費乘車。 - 持有「九巴月票」之乘客在車票有效期內，每日可享最多10程任何九龍巴士及龍運巴士路線（包括本路線，以及聯營路線的九龍巴士／龍運巴士提供的班次；惟乘搭機場「A」及「NA」線則可享原價二七折優惠（不會計算每天10次合資格車程））；而B1線則每日可享最多各2程（不會計算每天10次合資格車程）。 - 九龍巴士、城巴、龍運巴士及陽光巴士全職員工及家屬（不包括外判職員）可免費乘搭本路線，惟必須拍職員或職員家屬八達通。 - 乘客亦可透過多元化電子支付系統（e度嘟）繳付車資，包括使用非接觸式VISA卡、JCB卡、萬事達卡、銀聯卡、美國運通、大來國際、Discover Card、Apple Pay、Google Pay、Samsung Pay、AlipayHK「易乘碼」、支付寶、WeChatHK／微信支付「搭車碼」、銀聯雲閃付「乘車碼」及BOC Pay「乘車碼」。乘客使用此付款方式，使用此支付方式的乘客可享有中途下車之分段收費，以及與其他九巴／龍運獨營路線或聯營線九巴／龍運班次之轉乘優惠，惟不適用於與非九巴／龍運路線之轉乘優惠，亦不能享有「公共交通費用補貼計劃」及「長者及合資格殘疾人士公共交通票價優惠計劃」。 |

### 八達通轉乘優惠
乘客登上本線後150分鐘內以同一張八達通卡轉乘以下路線，或從以下路線登車後150分鐘內以同一張八達通卡轉乘本線，次程可$4.2折扣優惠：
| 第一程／第二程路線 | 第二程優惠車資              | 時限    |
| --- | --------------------------- | ------- |
| 72X、74A、80／80A／80P、80M、81C／281B／281X、 85、85A、85B、86、86A、86C、87B、87D／87E、 89、89B、270A／270C、271／271B／271P、281A | 成人：$4.2 小童／長者：$2.1 | 150分鐘 |

注意事項：

- 乘客可於各個可接駁第二程路線的巴士站轉車。
- 轉乘優惠不適用於轉乘同一路線或用"/"劃分的組別之路線。

官方網頁：請按此
- 86C往利安 → 85K往恆安
- 85K往沙田站 → 86C往長沙灣

## 行車路線
利安開經：利安邨通道、錦英路、馬鞍山路、西沙路、恆康街、恆錦街、恆康街、馬鞍山路、恆德街、亞公角街、石門交匯處、大涌橋路、獅子山隧道公路、獅子山隧道、獅子山隧道公路、窩打老道、歌和老街、南昌街、汝州街、欽州街、長沙灣道及長順街。
長沙灣開經：長順街、大南西街、青山道、欽州街、長沙灣道、南昌街、歌和老街、窩打老道、獅子山隧道公路、獅子山隧道、獅子山隧道公路、大涌橋路、石門交匯處、亞公角街、恆德街、恆信街、恆泰路、支路、馬鞍山路、恆康街、西沙路、馬鞍山路、錦英路及利安邨通道。

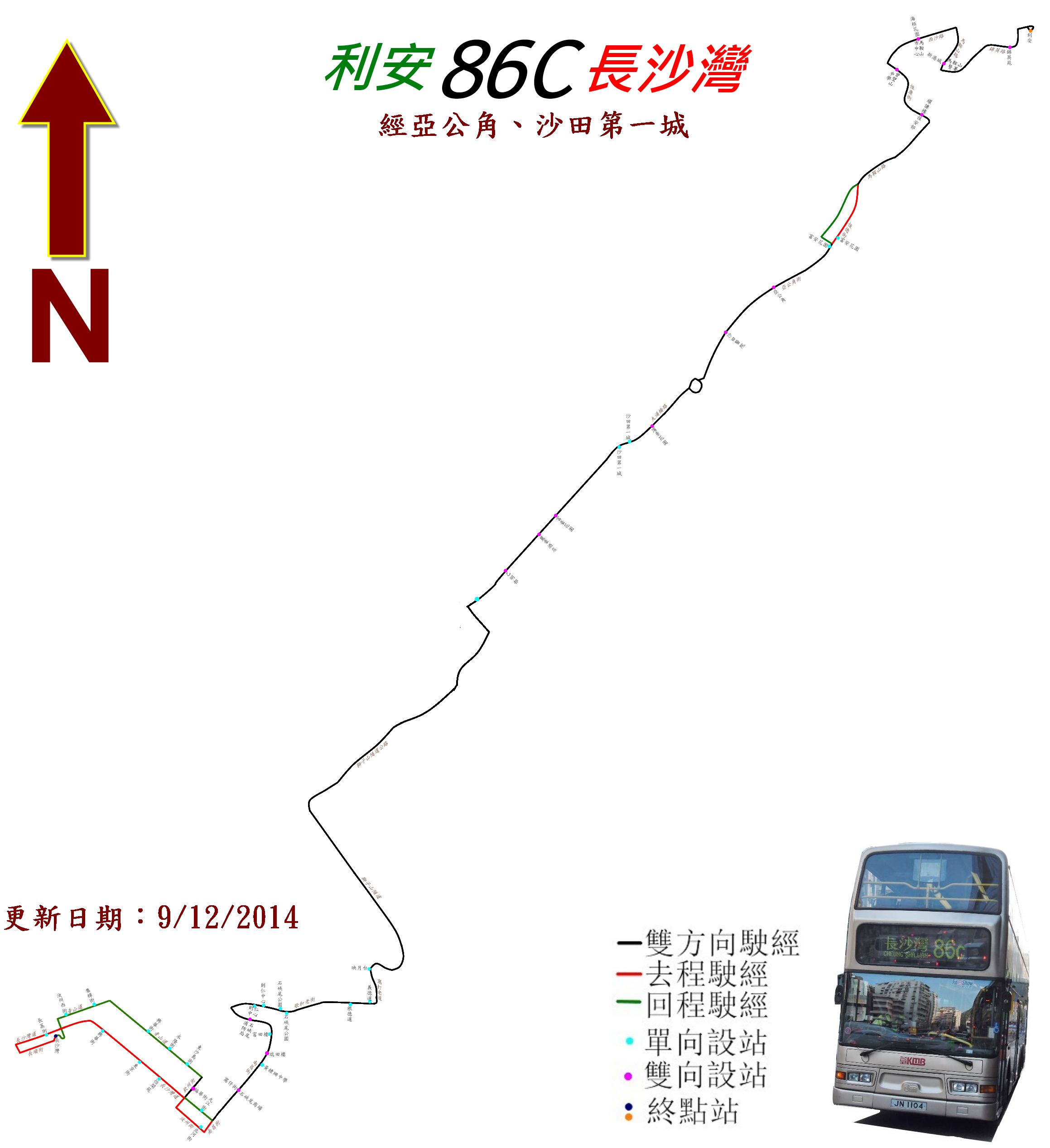
九巴86C線的走線圖

具體停站請參考資訊框

## 相關事件
2017年8月30日：晚上十時許，一名女車長駕駛富豪超級奧林比安（3ASV347／KN2829）前往利安時，當巴士駛至窩仔街巴士站時，因被違泊之車輛阻擋，故將巴士駛至較前位置上落客，一名男子誤以為車長飛站，突然大力拍打巴士車尾，車長隨即停車並開門，男子登車後即怒罵車長，車長回答其是否上車，對方隨即揮拳打向車長面部，眼鏡亦告飛脫，當場掩面而哭。男子逞兇後隨即下車企圖離開現場，但被群情洶湧的乘客及街坊擋住去路，雙方互相指罵，場面混亂。期間男子再襲擊其中一名協助阻止其逃走的男乘客，警員立即制止並以涉嫌傷人罪拘捕涉案男子，而受傷男乘客及女車長亦送院敷治。事後九巴在報章及網站發出聲明，高度重視事件及譴責襲擊行為，並為車長提供適當的法律支援及考慮向施襲者提出民事索償。

## 網上事件
九巴286C線於2020年3月29日起提供全日服務，同日九龍巴士86C線於全日由15-20分鐘一班車大減至每30分鐘一班車。由於九龍巴士286C線未有覆蓋富豪花園及麗豪酒店、石硤尾、深水埗舊區等86C線的獨市位，往返深水埗車程更不減反增，沙田交通關注組瞬間以不同的原因表示不滿，指出九巴286C線提供全日服務會使沙田區巴士服務被削減，因而以不同方式質疑286C線提供全日服務的意義。當中包括比較286C線及86C線來往沙田及深水埗所需時間，借意指出286C線全日服務是沒有意義、不切合乘客的需求。該組曾提出多個關於86系列線的重組方案，並引起分別居於馬鞍山及沙田區的網民發生罵戰。當中，沙田交通關注組把反對加停更多巴士站及該區居民想受交通擠塞之苦相提並論。該組立場亦飄忽不定，一時指支持286C線加停富豪花園等巴士站，一時又指該組反對加站方案。
惟同時，馬鞍山交通關注組亦以九龍巴士86C線於2014年不再繞經大圍，改道途經獅子山隧道後遭新田圍議員要求加停新田圍邨巴士站，王屋選區議員議員明表示塞車就全日改行大涌橋路「兼停站」為由，反對九龍巴士286C線於沙田路擠塞時臨時改行大涌橋路，指倘若駛經大涌橋路富豪花園一帶可能遭到要求加停分站，從而增加行車時間。（但若為替代路線的情況下時是無法加停，除非正式將全數班次改行，而九龍巴士86C線的情況則為改道而非替代路線，將以上情況混為一談屬偷換概念）更以「沙田撚」、「死大帝」等言論辱罵大涌橋路居民。在兩邊居民紛爭不斷的情況下，馬鞍山及沙田的罵戰至今仍未平息（加上馬鞍山居民及區議會一直以敵我分明的態度看待同屬沙田區的第一城、沙田市中心等地，要求馬鞍山路線不服務同區其他地方，甚至以「馬鞍山不屬於沙田區」的言論反指那些地方分薄其自身資源。另一方面，更有不少馬鞍山組織向關心同區其他地方的議員、組織等作出公審）。但由於286C大部分新增班次客量欠佳，九巴正研究該線加停富豪花園以補償該區服務或削減班次以回復本線原有班次。

## 外部連結
九巴
- 九龍巴士86C線（页面存档备份，存于）
- 九龍巴士86C線詳細時間表（页面存档备份，存于）

其他
- 681巴士總站（页面存档备份，存于）
- i-busnet.com（页面存档备份，存于）